# Pierre Cambronne
Pierre Jacques Étienne Cambronne (Saint-Sébastien-sur-Loire (Nantes mellett), 1770. december 20. – Nantes, 1842. január 29.) gróf, francia tábornok.

## Életútja
1792-ben lépett a francia nemzetőrségbe és 1799-ben a zürichi csatában századosként egy orosz ágyútelep elfoglalásával tűnt ki. 1806-tól 1813-ig őrnagyként küzdötte végig Napóleon császár összes hadjáratot, 1814-ben pedig Elba szigetére követte a császárt.
1815 márciusában Napóleonnal együtt visszatért Párizsba, a császár ezért ezredessé léptette elő, gróffá és Franciaország pair-jévé nevezte ki. A waterlooi csatában a császári gárda egyik szakaszát vezényelte. A legenda szerint ő mondta volna, hogy La garde meurt et ne se rend pas! (A gárda meghal, de meg nem adja magát). Cambronne maga nem ismerte el, hogy a mondás tőle származna. A csata folyamában Hugh Halkett angol tábornok felszólítására letette a fegyvert, és mint hadifoglyot Angliába vitték.
A restauráció során a reakció haditörvényszék elé állította, de miután kiderült, hogy 1814-ben nem esküdött a Bourbonoknak hűséget, szabadon bocsátották. 1820-ban XVIII. Lajos dandártábornokká (maréchal de camp) és Lille katonai parancsnokává nevezte ki. Betegsége miatt azonban 1824-ben lemondott tisztségéről, és Nantes közelében egy faluba költözött, ahol 18 éven át, haláláig lakott.
Film: A Napóleon című filmben (főszerepben Christian Clavier) többször is szerepel.
Híres visszavágásának - a valóságnak megfelelő formában - Victor Hugo szerzett polgárjogot az irodalomban. A XIX. század első felének szemérmes évtizedei a  következő alakban ismerik Cambronne szavát : "A gárda meghal, de magát meg nem adja!" A tábornok már 1815-ben, angliai fogsága idején, cáfolta ezt a változatot. "Kevésbé ragyogó, de katonásan erélyes kifejezést használtam", mondotta 1830-ban. A híres szó ("Szart!)" körül egész irodalom keletkezett.

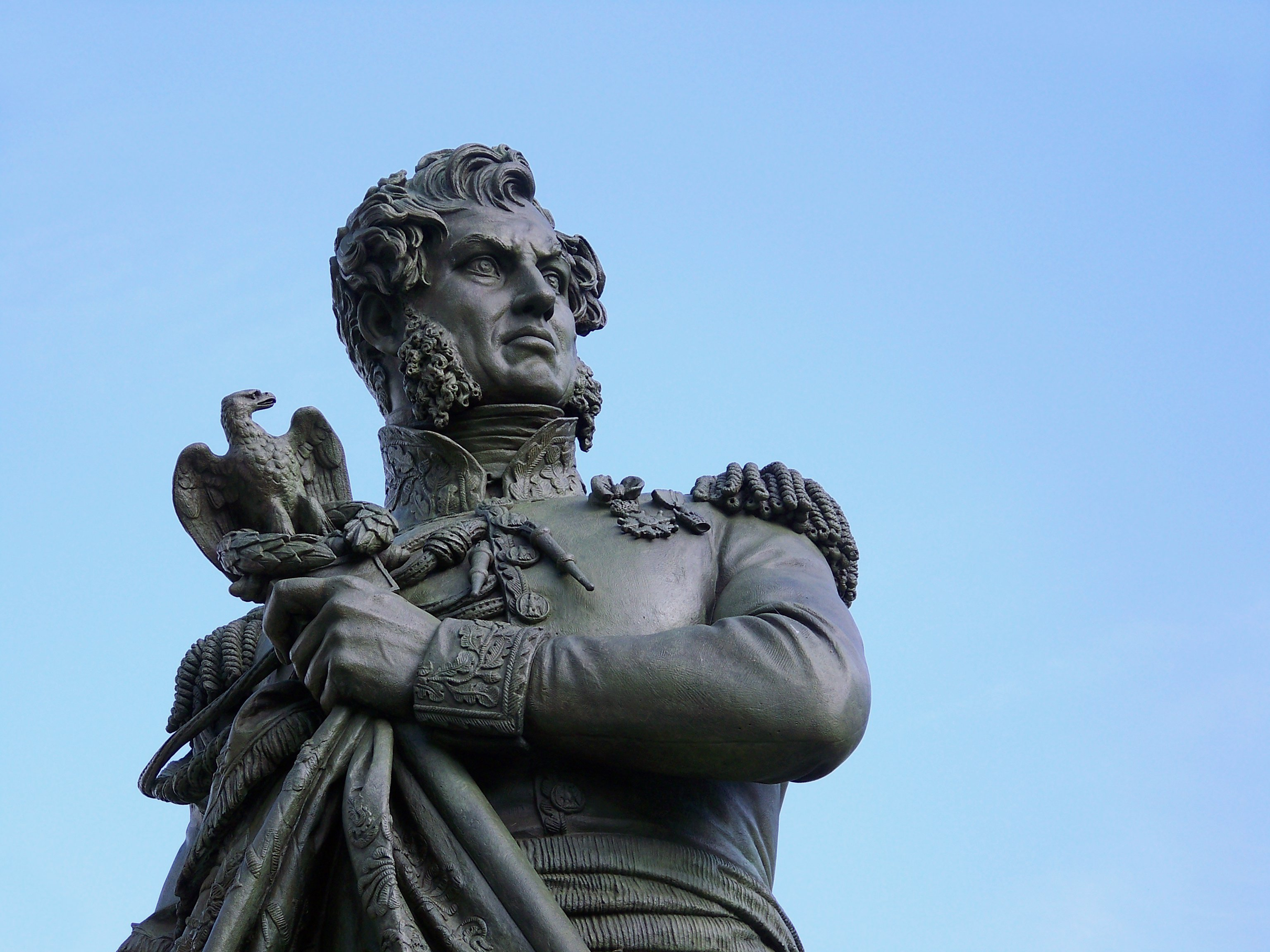
Szobra Nantes-ban
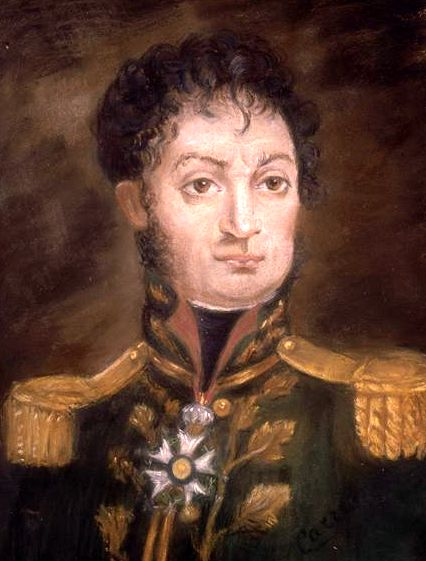
Pierre Cambronne